# Orava (Estonia)
Orava è un comune rurale dell'Estonia sudorientale, nella contea di Põlvamaa. Il centro amministrativo è l'omonima località (in estone küla).

## Località
Oltre al capoluogo, il comune comprende altre 29 località:
Hanikase, Jantra, Kahkva, Kakusuu, Kamnitsa, Kliima, Korgõmõisa, Kõivsaare, Kõliküla, Kõvera, Lepassaare, Liinamäe, Luuska, Madi, Marga, Oro, Piusa, Praakmani, Päka, Pääväkese, Rebasmäe, Riihora, Rõssa, Soe, Soena, Suuremetsa, Tamme, Tuderna e Vivva